# Heinrich Hössli

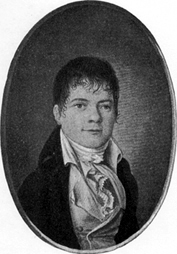
Der junge Heinrich Hössli zu Beginn des 19. Jahrhunderts

Heinrich Hössli (* 6. August 1784 in Glarus; † 24. Dezember 1864 in Winterthur, auch Hößli oder Hösli geschrieben) war ein Schweizer Putzmacher, Tuchhändler und Schriftsteller. Er schrieb mit Eros. Die Männerliebe der Griechen die erste wichtige Verteidigung der Homosexualität und war so ein Pionier der ersten Homosexuellenbewegung.

## Leben
Hössli wurde als erstes von 14 Kindern des Hutmachers Hans Jakob Hössli (1758–1846) und dessen Ehefrau Margreth Vogel (1757–1831) geboren. Er erlernte das Handwerk seines Vaters in Bern. Zurück in Glarus konzentrierte er sich auf die Produktion modischer Damen- und Herrenhüte und begann den Handel mit Stoffen für Damenkleider. Er war stets Neuem gegenüber offen und laut Ferdinand Karsch besass er «einen ausgebildeten weiblichen Geschmack, den so genannten Schick». Für seine Damenhüte und Dekorationen war er weithin bekannt und die Geschäfte liefen so gut, dass er Immobilien erwerben und ein ansehnliches Kapital ansparen konnte. 1811 heiratete er die Haushaltsgehilfin Elisabeth Grebel. Mit ihr hatte er zwei Söhne, die später beide in die Vereinigten Staaten auswanderten. Seine Gattin, von der er fast zeitlebens getrennt lebte, wohnte in einer Zürcher Wohnung, wo auch die Söhne aufwuchsen und Heinrich sie oft besuchte. Hössli blieb dagegen in Glarus und entwickelte sich zu einem «Eigenbrötler» und «Sonderling», der bekannt war für sein ungepflegtes Aussehen, seine «närrische» Liebe zu Brillen und seine freimütigen, kirchenkritischen Kommentare.
Von Berufung her war er liberaler Freigeist und Büchernarr. Seinen Lesehunger stillte er in damals männerbündischen Lesegesellschaften und er suchte Freundschaften zu Pfarrern und Lehrern. Grossen Respekt hatte er vor Akademikern, die Latein und Griechisch, Philosophie oder Theologie studiert hatten. Hössli wurde zum Anhänger einer «Naturphilosophie», die keine Vorurteile kennt und sich unter anderem aus Ideen von Troxler, Schelling und viel Platon zusammensetzt. Manchmal, am Abend, sah sich der Autodidakt später selbst als «Filosof».
Ob Hössli selbst homosexuell war, ist nicht bekannt.

## DerEros

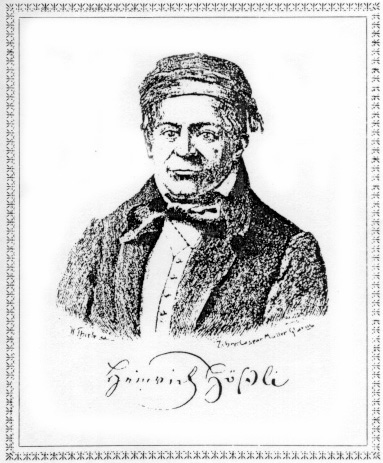
Heinrich Hössli, gezeichnet Caspar Müller in den späten 1830er Jahren

Am 30. September 1817 wurde der Rechtsanwalt Franz Desgouttes als einer der letzten Menschen in Europa nach Strangulierung gerädert. Ursache war sein Mord an seinem Schreiber und Freund aufgrund unerfüllter Leidenschaft. Die «Leidensgeschichte Desgouttes» beschäftige Hössli sehr und er verfasste eine Apologie der Männerliebe (Geschlechtsverhältnisse). Einerseits waren in der Antike bestimmte Formen der Männerliebe gesellschaftlich akzeptiert, zum anderen wurden zur Lebenszeit Hösslis viele Dinge der antiken Kultur sehr hoch bewertet und als Vorbild für die eigene Zeit erachtet. So lag die Argumentation nahe, dass Völker, die eine so grossartige Kultur und Literatur hervorgebracht hätten, nicht sittlich verdorben gewesen sein können. Diese Argumente wurden auch in späterer Zeit in absteigendem Masse immer wieder herangezogen.
Auf Vermittlung des späteren Philosophieprofessors Ignaz Paul Vitalis Troxler reiste Hössli mit ihm im Sommer 1819 nach Aarau, um den angesehenen Politiker und Volksschriftsteller Heinrich Zschokke in seinem neuen Domizil, der Villa Blumenhalde, zu besuchen. Hössli unterbreitete Zschokke seinen Aufsatz, um ihn zu einem Traktat zur Verteidigung der Männerliebe zu überreden, da Hössli sich selbst so etwas noch nicht zutraute. Zschokke entwickelte das Thema zum literarischen Streitgespräch Der Eros oder über die Liebe, welches 1821 erschien. Hösslis Position wird von der Figur Holmar vertreten, Desgouttes von Lukasson und Zschokkes von Beda. Holmar rechtfertigt die Idee des griechischen Eros mit Verweis auf die Antike. Beda dagegen verweist auf die Unmöglichkeit einer Liebe ohne Sinnlichkeit. Schliesslich gesteht sogar Holmar ein, dass «das Einwilligen des Geistes in die vernunftlose Übermacht einer Leidenschaft strafbar ist.» Hössli selbst war sehr enttäuscht über Zschokkes Arbeit.
Er begann nun selbst schriftstellerisch tätig zu werden und verfasste in 17-jähriger Arbeit eine zweibändige Monografie mit dem Titel Eros. Die Männerliebe der Griechen, ihre Beziehungen zur Geschichte, Erziehung, Literatur und Gesetzgebung aller Zeiten und dem Untertitel Die Unzuverlässigkeit der äusseren Kennzeichen im Geschlechtsleben des Leibes und der Seele. Der erste Band erschien 1836 in Glarus. Der Verkauf des Werkes wurde auf Betreiben des örtlichen Evangelischen Rats 1837 von der Kantonsregierung verboten. Der St. Galler Publizist und Verleger Jakob Friedrich Wartmann, welcher für seine radikalliberale Haltung bekannt war, regte sich über das Bücherverbot in Glarus auf, welches seinen Forderungen nach einer fortschrittlichen Pressefreiheit widersprach. So wurde die restliche Auflage des ersten Bandes in St. Gallen in Sicherheit gebracht und dort erschien auch 1838 der zweite Band. Wartmann war der Meinung, das Buch müsse diskret in den Verkauf kommen, und so blieb der zweite Band noch seltener als der erste.
In seinem Werk versuchte Hössli den Beweis zu erbringen, dass der Eros zwischen Personen des gleichen Geschlechts eine reine, unwandelbare, sittlich hochstehende und göttliche Naturerscheinung ist. Er argumentierte damit, dass diese Liebe trotz jahrhundertelanger Verketzerung, Verfolgung, Bestrafung mit Gefängnis, Folter und Hinrichtung nie habe ausgerottet werden können und dass sie darum als Anlage der Natur gesehen werden müsse. Die Natürlichkeit leitete er aus der kulturellen Autorität ab.

«Unsere ganze Behandlung dieser Erscheinung, wie wir alle gar wohl wissen, beruht lediglich aus dem Ausspruch: ‹sie ist nicht Natur.› Das menschlichste und in sich klarste Volk, das je gelebt hat, […] aber sagte: ‹sie ist Natur.›»

Seine Folgerung daraus war, dass diese Liebe weder als Verbrechen bestraft noch als Krankheit geheilt oder als Sünde verdammt werden könne. Auch Desgouttes’ Schicksal kommt in der Schrift mehrmals zur Sprache. Die Identitätsfindung seiner «Zielgruppe» wird durch zahlreiche Zitate aus Geschichte und Literatur – nicht nur der Griechen und Römer, sondern auch aus dem Orient – erleichtert. Sein Rekurs auf Platon zeigt, dass ihm, ebenso wie später Karl Heinrich Ulrichs, der Begriff der «Venus Urania» aus Platons Gastmahl geläufig war. Mit der Differenzierung zwischen der äusseren Erscheinung des Mannes und den Eigenschaften der männlichen Seele nahm er Ulrichs Theorien über die weibliche Seele im männlichen Körper vorweg. Einen eigenen Begriff für das Phänomen hatte Hössli noch nicht. Er spricht über «die Erscheinung», Liebe, Sodomiterei oder Päderastie. Schon in der Einleitung zum ersten Band zieht er einen Vergleich zwischen der früheren Verfolgung von Hexen und Häretikern und jener von Sodomiten in seiner Zeit. Nach Meier erblickte Hössli in der Befreiung der Mannliebenden auch einen Prüfstein für Liberalismus und Demokratie kleinstaatlicher Prägung.
Trotz aller Rückschläge arbeitete Hössli weiter und versuchte einen dritten Band folgen zu lassen, der aber nie fertiggestellt wurde. Um dafür frei zu sein, verkaufte er 1852 seine Immobilien in Glarus und überschrieb das Haus Ecke Bärengasse seinem Lieblingsneffen Jakob Kubli («Jögg»), den er wie einen Sohn aufgenommen hatte. Es folgte ein unstetes Wanderleben rund um den Zürichsee, wo er in diversen Hotels und Pensionen logierte.

## Söhne
Sein älterer Sohn, der 1812 geborene Ingenieur Jakob Rudolf Hössli («Jögg»), lebte mit seiner Familie im Bundesstaat New York, brach bald alle Kontakte zur Schweiz ab und wurde zuletzt in Otisco (New York) gesehen.
Der jüngere Johann Ulrich Hössli («Hansi», «John») hatte «des Vaters im Eros niedergelegte Ansichten geerbt». Nach verschiedenen Affären in der Schweiz gelangte er in den Vereinigten Staaten durch Grundstücksspekulationen zu Wohlstand. Aus dem Zeitraum von 1842 bis 1857 sind die Briefe an seinen Vater erhalten geblieben.

«Ich würde recht gut und angenehm in der Schweiz leben und wegen Dir wäre es mir über Alles […] aber siehe, die mehreren Gründe dagegen rühren von Einer Quelle her oder doch meist von einer Quelle. Ich will sagen E(ros). Besonders die verflossenen Sachen von der Zeit des rothen Löwen in M. herrührend, das war eine unangenehme Geschichte, es wirkten dort viele Umstände zusammen.»

Den verarmten jungen Heinrich Rosenberger holte John um 1842 über den Atlantik, liess ihn an seinen Geschäften teilhaben und dieser wurde später Schweizer Konsul in Galveston. Den damals 16- bis 17-jährigen Henry Wilson aus New York nahm John um 1848 als Ziehsohn an und finanzierte ihm eine Lehre im Buchhandel. Doch als dessen Vater 1853 die Verbindung untersagte und für zahlreiche «Verläumdungen» sorgte, musste der Kontakt abgebrochen werden. 1857 äusserte sich John über das Werk des Vaters skeptisch:

«Von Allem, was aus dem Alterthum und auch für Natur-Anlage – ich spreche immer speziell von diesem Falle – bewiesen werden kann, wird gesagt: ‚Das ist eine alte Sache, das ist allbekannt‘ und ‚das macht die Sache nicht besser‘. Die Meinung Einzelner gilt nicht viel.»

Am 1. Mai 1861 ertrank John bei einer Schiffskatastrophe vor Halifax, als er in die Schweiz zurückkehren wollte.

## Tod und Nachwirken

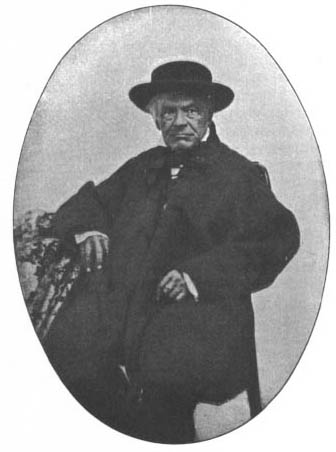
Daguerreotypie Hösslis in reifem Alter

Ebenfalls im Jahr 1861 wurden die noch übrig gebliebenen Bände des Eros im Brand von Glarus zerstört. Hösslis Gattin war zu dieser Zeit schon verstorben. 1864 verstarb er selbst in einem Spital in Winterthur. Der originale Nachlass wurde 1902 vermutlich von Karsch-Haack aufgekauft und ist seit dessen Tod verschwunden.
Im Todesjahr von Hössli veröffentlichte der Hannoveraner Karl Heinrich Ulrichs, noch unter dem Pseudonym Numa Numantius, die erste seiner zwölf Schriften über die gleichgeschlechtliche Liebe. Noch ohne Hösslis Werk zu kennen, argumentierte auch er, dass sein Begehren angeboren sei, und bringt – im Gegensatz zu Hössli – seine eigene Biographie als zentrales Beispiel. Ulrichs erfuhr am 12. Februar 1866 von Hösslis Werk und konnte es in seinen weiteren Schriften berücksichtigen.
Als Meier seine Doppelbiografie im Jahre 2001 herausbrachte, wollte der Historische Verein des Kantons Glarus «aus Rücksicht auf die Mehrheit der Mitglieder» nichts von einer Veranstaltung wissen. Im Jahr 2014 leistete der Verein jedoch einen finanziellen Beitrag an ein Buch über Heinrich Hössli und der Präsident des Vereins hielt einen Vortrag an der Buchvernissage.

## Werke
- Eros, Die Männerliebe der Griechen, ihre Beziehungen zur Geschichte, Erziehung, Literatur und Gesetzgebung aller Zeiten. 2 Bände (1. Band: Glarus 1836; 2. Band: Sankt Gallen 1838). Neudruck Berlin: Verlag Rosa Winkel 1998, Band 1: ISBN 3-86149-056-0, Band 2: ISBN 3-86149-057-9, neuer Band 3: Materialien zu Heinrich Hössli mit einem Vorwort von Manfred Herzer, Kurzbiografien von Karsch und der Novelle Der Eros von Zschokke, ISBN 3-86149-058-7.
- Hexenprozeß – und Glauben, Pfaffen und Teufel. Leipzig: H. Barsdorf 1892. (archive.org Digitalisat).